# Зорге, Густав
Густав Герман Зорге (нем. Gustav Hermann Sorge; 24 апреля 1911, Райзен, Силезия, Германская империя — 3 октября 1978, Бохум, ФРГ) — немецкий военный преступник, известный также как Железный Густав, гауптшарфюрер СС, надзиратель концлагеря Эстервеген, позже концлагеря Заксенхаузен.

## Биография
Густав Зорге родился 24 апреля 1911 года в Силезии. Его отец был сельскохозяйственным рабочим, а мать работала в саду. После Первой мировой войны часть Нижней Силезии с округом Гурау отошла к Польше на основании мирного договора. В 1920 году родители Зорге были высланы, а он сам остался в Роникене со своими бабушкой и дедушкой и в дальнейшем должен был взять на себя управление хозяйством. С 1917 по 1919 года посещал немецкую народную школу. С сентября 1920 года посещал польскую начальную школу, так как немецкие народные школы были упразднены. В 1925 году окончил народную школу. С апреля 1926 года учился на кузнеца. В 1929 году сдал экзамен на звание подмастерья и в течение года работал в слесарной мастерской. В начале 1931 года переехал к своим родителям в Оснабрюк. Там Зорге не смог найти постоянную работу из-за экономического кризиса. Периодически его вызывали в бюро по трудоустройству для выполнения срочных работ, однако до марта 1933 года он оставался безработным и был вынужден полагаться на пособие по безработице.
Под влиянием своего дяди Германа Вебера в январе 1931 года вступил в военизированную организацию Чёрный рейхсвер. Он принимал участие в теоретической и практической военной подготовке раз в неделю в казарме в Оснабрюке, в четырёхнедельных учениях  под Падерборном в июле 1931 года и в таких же учениях в Хёкстере в сентябре 1932 года. В январе 1931 года вступил в НСДАП и СС. Во время насильственных столкновений с врагами нацистов в Оснабрюке приобрел прозвище «Железный Густав». С марта 1933 года работал слесарем на ткацко-прядильной фабрике, а через месяц перевелся в качестве подсобного рабочего на медно-проволочную фабрику в Оснабрюке, где оставался до сентября 1934 года. В сентябре 1934 года получил звание унтершарфюрера СС. С 1 октября 1934 года служил в охране концлагеря Эстервеген. Зорге с жестокостью расправлялся с заключенными и вместе с другими эсэсовцами инсценировал расстрелы «при попытке к бегству». С апреля 1936 года учился в лагере для нацистской молодёжи Фогельзанге, затем в школе полиции безопасности в Шарлоттенбурге. В сентябре 1936 года был переведен в штаб главного административно-хозяйственного управления СС, которое отвечало за планировку новых концлагерей, где получил должность заведующего по снабжению одеждой. В марте 1938 года принимал участие в Аншлюсе Австрии. После излечения травмы мениска в конце июня 1938 года был переведен в комендатуру концлагеря Заксенхаузен. 9 сентября 1938 года был повышен до обершарфюрера СС. До весны 1939 года служил в качестве заместителя начальника трудовой службы и вторым рапортфюрером. Впоследствии был назначен начальником службы труда и 20 апреля 1941 года получил звание гауптшарфюрера СС. В 1941 года присутствовал на совещании, где обсуждалось массовое убийство советских военнопленных. В октябре 1941 года стал первым рапортфюрером, эту должность Зорге занимал до 22 июня 1942 года и в то же время оставался начальником службы труда.
С 23 июня 1942 года по 27 октября 1942 года был начальником филала лагеря в Лихтерфельде, относящегося к концлагерю Заксенхаузену. С ноября 1942 гола после снятия с должности работал в главном рабочем управлении в Ораниенбурге. Зимой 1943 года Зорге организовывал строительные работы концлагеря Герцогенбуш. В апреле 1943 года был заключен в тюрьму на три месяца в связи с проведением по приказу руководства СС расследования нарушений в различных концлагерях, однако в итоге был  освобожден. Летом 1943 года был переведён в Латвию к высшему руководителю СС и полиции в Остланде и вскоре был задействован в борьбе против партизан. С 1 декабря 1943 года был начальником трудового лагеря Рига-Шпильве, одного из сублагерей концлагеря Рига-Кайзервальд, также руководил армейской автостоянкой в Риге. С 30 января 1944 года был начальником трудового лагеря Донданген. После прорыва советских войск на фронте Зорге руководил эвакуацией этого лагеря и организовывал перевозку заключённых в концлагерь Штуттгоф. В ноябре 1944 года получил приказ вернуться в Заксенхаузен и сформировать там 12-ю строительную бригаду, состоявшую из 1000 заключенных из концлагерей Заксенхаузен, Гросс-Розен и Дора-Миттельбау. В ходе бомбёжек получил ранение и находился на лечении в госпитале близ Регенсбурга.

### После войны
28 апреля 1945 года был арестован армией США в военном госпитале в Бургленгенфельде под Регенсбургом. В мае 1945 года был помещен в лагерь для интернированных эсэсовцев под Бад-Кройцнах, а через 6 недель — в лагерь под Виккратом. Зорге бежал с другим эсэсовцем, снова нашел свою семью в Оснабрюке и переехал вместе с ней в Фламерсхайм, где работал в сельском хозяйстве. 24 марта 1946 года был арестован британской военной полицией и помещен в лагерь для интернированных в Реклингсхаузене. В том же году был передан советской стороне. Вместе с другими сотрудниками лагеря, в частности комендантом Антоном Кайндлем, Куртом Эккариусом и Августом Хёном, был подсудимым на процессе по делу о преступлениях в концлагере Заксенхаузен, проводимым советским трибуналом. 30 октября 1947 года был приговорен к пожизненному заключению за участие в убийстве 10 000 советских военнопленных осенью 1941 года в концлагере Заксенхаузен. Наказание отбывал в лагере под Воркутой. Во время заключения обратился в протестантскую веру и начал самокритично относиться к своему нацистскому прошлому и своим деяниям. 14 января 1956 года был репатриирован в Западную Германию но уже 7 февраля того же года был взят под стражу. Судим повторно по инициативе Федерального министерства юстиции Германии для уверенности в решении от 1947 года. 6 феврале 1959 года земельный суд Бонна признал его виновным в 67 убийствах и приговорил к пожизненному заключению. Так, среди тех кого Зорге лично убил в Заксенхаузене был Леон Штернбах, профессор классической филологии в Ягеллонском университете в Кракове — дядя знаменитого химика Лео Штернбаха. Отбывал наказание в тюрьме Райнбах. С 1971 года теолог Герман Шлингензипен подавал несколько прошений о помиловании, в которых особенно подчеркивал беспристрастную честность и искреннее признание вины бывшего надзирателя, а также предлагал поддержку Зорге после его освобождения. В середине 70-х годов Зорге дважды обратился с прошением о помиловании: «25 лет за колючей проволокой и решеткой. Долгий и гнетущий период покаяния, в котором я искупил вину. Я бы охотно принял смертный приговор. Это был отрезок времени, когда, как мне кажется, я осознал масштабы содеянного. Я не чувствую себя преступником, как меня так часто называли. Я чувствую, что меня заставили идти в политическом направлении, которое было обусловлено идеологическим безумием. Но я не хочу ничего оправдывать. Я глубоко сожалею.» В июле 1977 года последнее прошение о помиловании было отклонено. В апреле 1978 года из-за проблем с сердцем был переведен в тюремную больницу в Бохуме, где умер 3 октября от сердечной недостаточности.